# 杂色蚁鵙
杂色蚁鵙（学名：Thamnophilus caerulescens），是蚁鵙科蚁鵙属的一种。分布于阿根廷、玻利维亚、巴西、巴拉圭、秘鲁和乌拉圭。其自然栖息地包括森林、疏灌丛与内陆湿地。